# Polymera (Polymera) tibialis
Polymera (Polymera) tibialis is een tweevleugelige uit de familie steltmuggen (Limoniidae). De soort komt voor in het Neotropisch gebied.